# Lampe Pigeon
 (février 2016).
Si vous disposez d'ouvrages ou d'articles de référence ou si vous connaissez des sites web de qualité traitant du thème abordé ici, merci de compléter l'article en donnant les références utiles à sa vérifiabilité et en les liant à la section « Notes et références ».

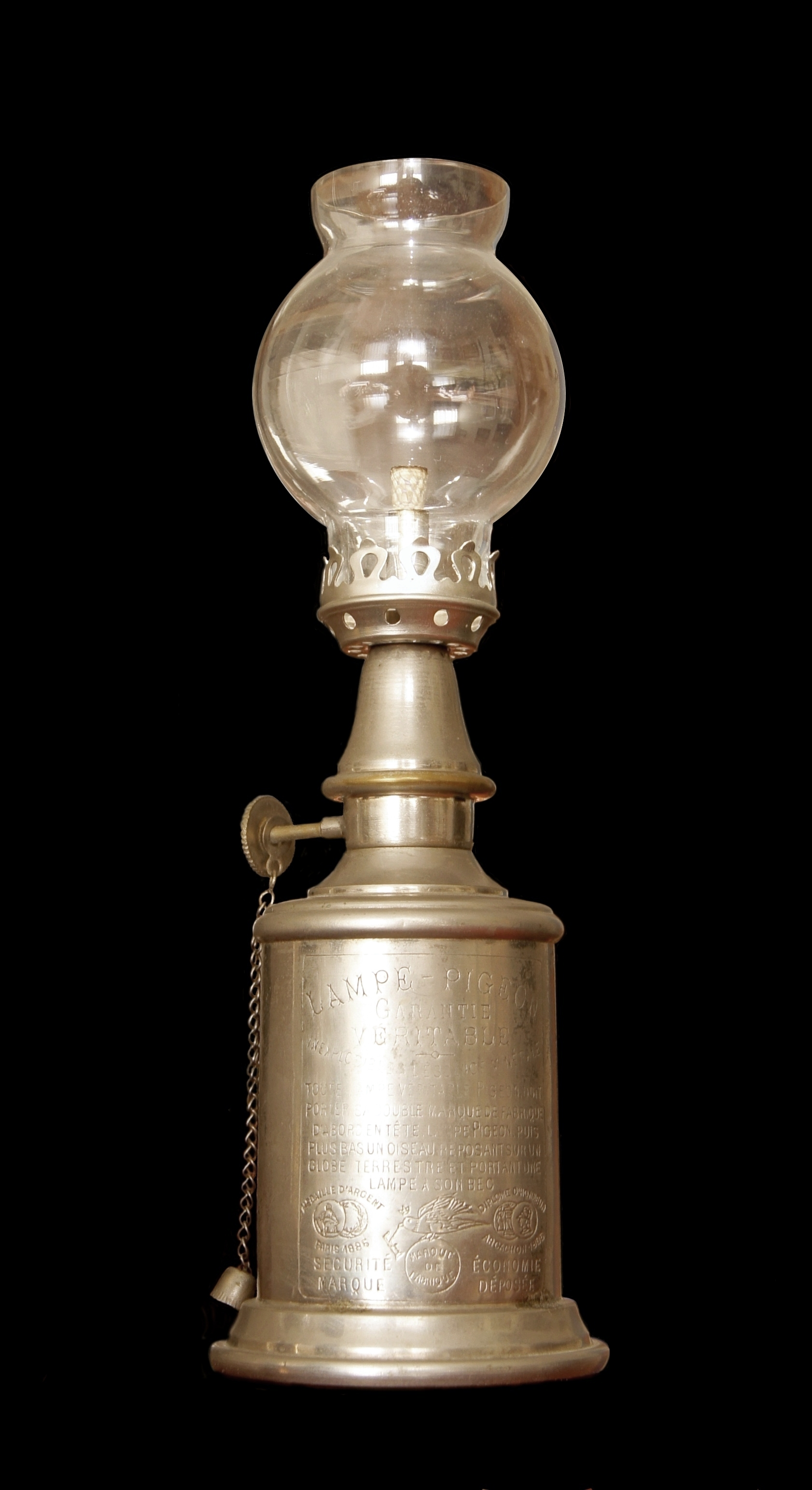
Lampe Pigeon, modèle standard.

La lampe Pigeon est une lampe fonctionnant à l’essence minérale dont le principal fabricant fut Charles Pigeon qui développa sa fabrication pour l’éclairage domestique.

## La lampe Pigeon

### 1884, la lampe de sécurité
Le but recherché par Charles Pigeon était essentiellement l’aspect sécuritaire à un coût très abordable pour une lampe utilisant de l’essence minérale. Le premier brevet fut déposé le 21 octobre 1884 sous le no 162634.

### 1885, la lampe standard ou lampe merveilleuse
Additif au précédent brevet déposé quelques semaines plus tard et portant sur des améliorations importantes de pratique, d’économie de réalisation et de consommation. C’est le début d’une série de lampes destinées à de nombreux usages : lampes d’intérieur, lampe de luxe, de jardin, de cave, d’atelier, de laboratoire photographique, de voitures, de marine, lampes de poche, lampes bougie, lampes murales, etc.

### 1887, la lampe en cuivre fondu
Créée essentiellement pour deux raisons qui sont le recyclage des chutes de laiton utilisé pour la fabrication des lampes standard et pour répondre à la demande de certains clients qui, habitués aux anciennes lampes de fonte, privilégiaient la solidité indépendamment du prix.

### Constitution standard

#### Le corps
Cylindrique pour la lampe standard, le corps est fait d’une feuille de laiton enroulée et brasée à l’étain, rempli de bandes de feutre roulées, sert de réservoir de carburant. Sur sa face arrière, une anse de maintien manuel est percée, sur la face latérale, d’une boutonnière pour une éventuelle fixation murale et sur le dessus, d’un trou pour l’adaptation d’un déflecteur de lumière.

#### Le fond
Le fond est serti et brasé à l’étain sur le corps, il est plus large que le corps pour garantir une bonne stabilité. La matière était de fer blanc puis de laiton. Ce fond est à double paroi pour raison de sécurité et rempli de matière pour permettre le lestage de la lampe.

#### Le dessus
Le dessus est serti et brasé sur le corps. Il était à l’origine percé de deux orifices ; un pour le vissage du bec et l’autre pour le remplissage de l’essence. Pour raison de sécurité, ce dernier orifice fut supprimé et le remplissage se fit par l’orifice supérieur, après dépose du bec ; ce qui ne permet pas de remplir d’essence une lampe allumée.

#### Le bec

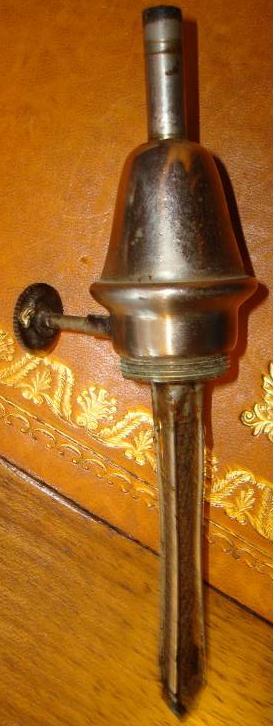
Bec de lampe Pigeon.

Le bec, élément principal de l’ensemble, auquel Charles Pigeon porta une très grande attention, dans sa forme définitive est formé d’une mèche, à l’origine enfermée dans un tube, et qui, maintenant, est seulement protégée par quatre fils d’acier, ce qui lui permet d’être en contact permanent avec le feutre imbibé d’essence. Cette essence monte par capillarité jusque dans la partie supérieure du bec. Une molette permet le réglage de la hauteur de mèche et donc de l’intensité de la lumière émise. Sur la tige de réglage, une chaînette maintient un capuchon de fermeture du bec pour freiner l’évaporation de l’essence pendant le repos.

#### La galerie
Appelée « galerie à flamme plate », enfilée sur le bec, cette galerie brevetée qui soutient la verrine, est percée à sa base de petites perforations qui provoquent un courant d’air et permet ainsi de tripler la puissance éclairante de la flamme.

#### La verrine
Fabriquée hors des ateliers Pigeon, la verrine était de forme, de matière et de couleur différentes en fonction des besoins et des désirs du client. On pouvait lui adjoindre un abat-jour en carton.

## Caractéristiques

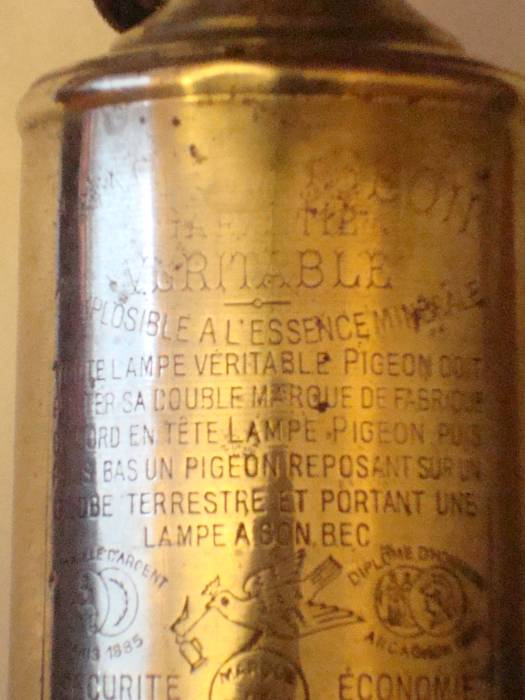
Marque à l’avant de la lampe Pigeon.

Une lampe standard pouvait brûler plus de quinze heures. Poids à vide de 200 gr. Présentation en laiton, ou laiton nickelé, cuivre, cuivre nickelé.

### Marque de fabrique
Sur la partie avant des lampes standard (cylindriques), les caractéristiques de la marque Pigeon sont spécifiées en relief pour, en partie, lutter contre la contrefaçon : « LAMPE PIGEON – GARANTIE VERITABLE - Inexplosible à l’essence minérale - Toute lampe véritable Pigeon doit porter sa double marque de fabrique. D’abord en tête LAMPE PIGEON puis plus bas un pigeon reposant sur un globe terrestre et portant une lampe à son bec. »
L'inscription est suivie, en dessous, de trois écussons portant les mentions, de gauche à droite :
- « Médaille d’argent – Paris 1883 » ;
- « Marque de fabrique » (pigeon sur le globe terrestre tenant une lampe dans son bec) ;
- « Diplôme d’honneur – Arcachon 1885 » ;
- « SÉCURITÉ ÉCONOMIE – MARQUE DÉPOSÉE ».

### Garantie
Une garantie exceptionnelle, incrustée sur l’anse des lampes produites entre 1900 et 1910, assurait au client qui réussissait à faire exploser ladite lampe, une récompense de 10 000 francs de l’époque, soit environ 40 000 € de 2008. Lassé de répondre devant la justice à ceux qui avaient réussi à faire éclater une lampe, Charles Pigeon supprima finalement l’inscription.
Libellé de l’inscription sur l’anse : « M. Pigeon offre 10 000 FS garantis au client qui fera exploser une lampe Pigeon, garnie de lama comme son réchaud à l’alcool », suivi du logo de la marque de fabrique (pigeon tenant une lampe dans son bec).

## Modèles de lampes

### Types
- Lampes cylindriques, les plus courantes.
- Lampes à douille pour remplacer les bougies dans les chandeliers.
- Lampes-bougies avec un bec en porcelaine imitant la bougie.
- Lampes murales.
- Lampes rat-de-cave.
- Lampes pour le développement photographique avec un verre coloré.
- Lampes de poche.
- Lampes pour lanternes de voiture.

### formes
Modèles cylindriques, simple ou sur pied, haut ou bas :
- en forme de poire ;
- en forme de coupe à pied ;
- lampe arabe ;
- lampe calice.

## Décorations
Le corps et le pied de la lampe reçoivent divers motifs décoratifs en relief en fonction des styles :
- lampe Empire ;
- lampe Trianon ;
- lampe dauphin ;
- lampe Louis XV.

Ces motifs, pour la plupart réalisés à la main, donnaient un aspect très décoratif et riche à l’objet. Ces modèles font aujourd’hui le bonheur des collectionneurs et des chineurs.

## Autres fabrications Pigeon
Les réchauds à alcool Pigeon furent développés parallèlement aux lampes et continuèrent à être fabriqués jusqu’à la fermeture de la Société Pigeon en 1960. Ces réchauds vont du plus petit comme celui du campeur, fonctionnant à l’alcool, au réchaud  de ménage fonctionnant au gaz butane ou propane.